# SN 2000ej
SN 2000ej – supernowa typu Ia odkryta 2 listopada 2000 roku w galaktyce IC1371. W momencie odkrycia miała maksymalną jasność 18,00m.